# Stephon Marbury
Stephon Xavier Marbury (nascut el 20 de febrer de 1977 a Brooklyn, Nova York), és un jugador de bàsquet estatunidenc que en l'actualitat milita als Beijing Ducks de la Xina, en la posició de base. Hom el coneix des de la seva joventut pel sobrenom de Starbury. Va formar part de la selecció de bàsquet dels Estats Units que va obtenir la medalla de bronze als Jocs Olímpics d'Atenes 2004.

## Trajectòria esportiva

### Universitat
Després d'haver estat escollit, en la seva etapa d'institut, com a All American (millor quintet del país) al costat d'altres futures estrelles professionals com Kevin Garnett o Shareef Abdur-Rahim, va passar a formar part de l'equip de la Universitat de Geòrgia Tech. En la seva primera, i a única temporada en la universitat, promitjà 18,9 punts i 4,5 assistències, anunciant, en finalitzar la temporada, la seva intenció de presentar-se al draft d'aquest any.

### NBA
Va ser triat en la quarta posició del draft de l'NBA de 1996 pels Milwaukee Bucks, que immediatament el van traspassar a Minnesota Timberwolves a canvi dels drets de Ray Allen i una futura elecció de primera ronda. En la seva primera temporada es va fer ràpidament amb el lloc de base titular, i després d'anotar 15,8 punts i donar 7,8 assistències, va ser triat en el millor quintet de rookies de l'any. Al costat de Kevin Garnett, va dur als Timberwolves als play-offs de 1998 i 1999. Després d'una discussió sobre el seu contracte, va ser inclòs en un traspàs múltiple a New Jersey Nets al començament de la temporada 1999-2000. Després de 2 anys allí, va ser traspassat als Phoenix Suns a canvi de Jason Kidd. Durant la seva estada en Arizona, va ser arrestat per la policia en un control d'alcoholèmia, donant positiu. Aquest va poder ser el motiu que, a mitjan 2004 fos inclòs en un nou traspàs múltple, tornant a la ciutat dels gratacels, en aquest cas als New York Knicks.
El 2004 va ser inclòs en la selecció de bàsquet dels Estats Units en ocasió dels Jocs Olímpics d'Atenes, on van aconseguir la medalla de bronze.
Les seves estadístiques, al llarg d'aquestes 11 temporades en l'elit, són de 19,8 punts, 7,9 assistències i 3 rebots per partit.

#### Equips
- Minnesota Timberwolves (1996-1999)
- New Jersey Nets (1999-2001)
- Phoenix Suns (2001-2004)
- New York Knicks (2004- 2009)
- Boston Celtics (2009- [-])